# الفلاحين أهم (فلم)
الفلاحين أهم، فيلم دراما مصري من تأليف وإخراج ناصر حسين. شارك فيه كل من الممثلين: سعيد صالح، هياتم، محمد الشرقاوي، عماد محرم، حمدي بتشان، محمود علي أحمد.

## نبذة
«محروس» الشاب الرياضي ينتقل من الريف للقاهرة ليحقق مزيدا من الشهرة ويستعد لمباريات في الملاكمة أمام «حمادة الأسمر» بطل الإسكندرية و«علام» بطل الوجه القبلى في تصفيات بطولة الجمهورية، ليواصل التدريبات الشاقة ويتجنب النساء القاهريات. ينزلق «محروس» أمام اغراءات الراقصة «شوشو» التي تحتال حتى توقعه في حبائلها لعرقلته عن الفوز في المباريات الحاسمة وذلك بتحريض من منافسيه. يتعلق «محروس» ب«منى» الفتاة المستقيمة التي تعجب بشخصيته وتقتنع بصدق نواياه وتدفعه للفوز كما تشجعه على التدريب بروح عالية، يقرر «محروس» صد «شوشو» بعد اكتشاف خطتها الدنيئة لاضعافه وأثنائه عن مواصلة طريق البطولة، يتطلع لتأكيد علاقته الشرعية بمنى عقب تحقيق الفوز المنشود.

## وصلات خارجية
- مقالات تستعمل روابط فنية بلا صلة مع ويكي بيانات